# Омськ (аеропорт)
Аеропорт Омськ-Центральний (рос. Аэропорт Центральный, (IATA: OMS, ICAO: UNOO)) - міжнародний аеропорт спільного базування в Омській області, Росія, розташований за 5 км на північний захід від Омська.

## Приймаємі типи повітряних суден
Ту-204, Ту-214, Ту-154, Ту-134, Airbus A319, Airbus A320, Airbus A321, Airbus A330, Boeing 737, Boeing 757, Boeing 767, Ан-148, Ан-74, Ан-26, Ан-24, Ан-12, Як-42, Як-40, ATR-42, ATR-72, Bombardier CRJ 100/200, Sukhoi Superjet 100, Airbus A310, Ил-62, Ил-76 і всі більш легкі, а також вертольоти всіх типів.

## Авіалінії та напрямки

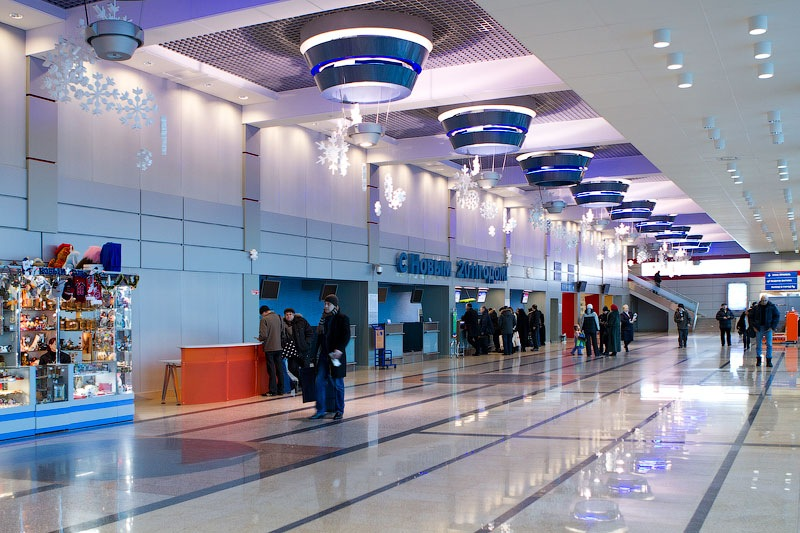
Внутрішнє оздоблення головного терміналу

| Авіакомпанія      | Пункт призначення                                      |
| ----------------- | ------------------------------------------------------ |
| Aeroflot          | Москва–Шереметьєво                                     |
| Air Astana        | Нур-Султан                                             |
| Азимут            | Краснодар                                              |
| Azur Air          | Сезонний чартер: Камрань, Паттайя                      |
| Nordwind Airlines | Сезонний чартер: Іракліон                              |
| Nordstar Airlines | Красноярськ-Ємельяново, Єкатеринбург                   |
| Rossiya           | Ст Петербург Сезонний: Сімферополь                     |
| Royal Flight      | Сезонний чартер: Анталія, Паттайя                      |
| S7 Airlines       | Москва-Домодєдово, Новосибірськ Сезонний: Ст Петербург |
| Ural Airlines     | Москва-Домодєдово, Сімферополь                         |
| UTair Aviation    | Сургут                                                 |
| Yamal Airlines    | Новий Уренгой, Салехард                                |

## Ресурси Інтернету
- Офіційний сайт аеропорту Омськ-Центральний [Архівовано 28 березня 2018 у Wayback Machine.]